# Китайская чайка (порода голубей)

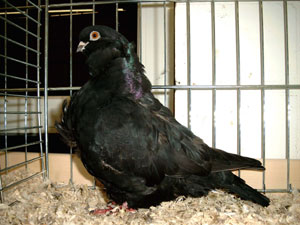

Китайская чайка — порода изящных, низких, сравнительно коротких голубей с широкой грудью.
Голова округлая, но ниже, чем у остальных чаек. Клювик короткий или средней длины, у основания широкий, с головой образует сплошную дугообразную линию. Хотя лоб и широкий, голова не имеет типично шарообразной формы. У чёрных и синих китайских чаек клюв рогово-черного цвета, у остальных одноцветных, белых с цветным хвостом и белых с цветными щитками он светлый. Восковицы маленькие, но широкие, белые. Глаза большие, у одноцветных они огненно-красные, у остальных — тёмные.
Цвет и рисунок
Китайские чайки бывают одноцветными, с цветными хвостами и щитками, с белой, чёрной, синей, жёлтой, желто-палевой, красной, красно-палевой и серебристо-палевой окрасками оперения, встречаются также сине-, желто- и красно-крапчатые.
Происхождение
Китайские чайки родом не из Китая, как можно было бы предположить, судя по названию (его совершенно необоснованно окрестил парижский торговец голубями Дестриво). Точное происхождение этой чайки неизвестно, в Европу она завезена из Африки. У этой породы украшений из перьев намного больше, чем у других чаек.